# Wyeomyia flabellata
Wyeomyia flabellata är en tvåvingeart som beskrevs av Lane och Nelson Leander Cerqueira 1942. Wyeomyia flabellata ingår i släktet Wyeomyia och familjen stickmyggor. Inga underarter finns listade i Catalogue of Life.